# 圣马丹洛尔捷
圣马丹洛尔捷（法語：Saint-Martin-l'Hortier，法語發音：[sɛ̃ maʁtɛ̃ lɔʁtje]）是法国滨海塞纳省的一个市镇，属于迪耶普区。

## 地名
法语人名在日常人名译名以及《世界人名翻譯大辭典》、《法语姓名译名手册》等主流人名译名类书籍资料中多译作“马丁”，不过在《世界地名翻译大辞典》、《世界地名译名词典》和《法国地图册》等主流地名译名类书籍资料中多译作“马丹”。

## 地理
圣马丹洛尔捷（49°44'35"N, 1°24'27"E）面积5.79 平方千米，位于法国诺曼底大区滨海塞纳省，该省份为法国北部沿海省份，其西部及北部濒大西洋英吉利海峡，东起顺时针与索姆省、瓦兹省、厄尔省和卡爾瓦多斯省接壤。
与圣马丹洛尔捷接壤的市镇（或旧市镇、城区）包括：比利、弗雷勒、吕西、布赖地区梅尼耶尔、布赖地区讷沙泰勒、基耶夫勒库尔。
圣马丹洛尔捷的时区为UTC+01:00、UTC+02:00（夏令时）。

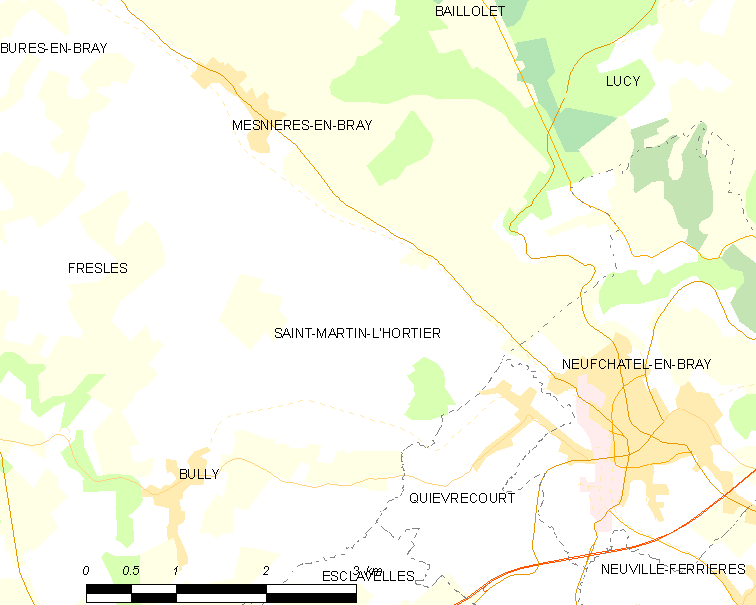
圣马丹洛尔捷的OSM定位图

## 行政
圣马丹洛尔捷的邮政编码为76270，INSEE市镇编码为76620。

## 政治
圣马丹洛尔捷所属的省级选区为布赖地区讷沙泰勒县。

## 人口

1962-2008年间圣马丹洛尔捷人口变化图示

圣马丹洛尔捷于2022年1月1日时的人口数量为272人。